# Hugo Hofstetter
Hugo Hofstetter (13 de febrero de 1994) es un ciclista francés, miembro del equipo Israel-Premier Tech.

## Palmarés
2018
- 1 etapa del Tour de l'Ain
- Copa de Francia de Ciclismo
- UCI Europe Tour[2]

2020
- Le Samyn

2022
- Tro Bro Leon

## Resultados en Grandes Vueltas
| Carrera | Carrera         | 2016 | 2017 | 2018 | 2019 | 2020  | 2021 | 2022 | 2023  | 2024  |
| ------- | --------------- | ---- | ---- | ---- | ---- | ----- | ---- | ---- | ----- | ----- |
|         | Giro de Italia  | —    | —    | —    | —    | —     | —    | —    | —     | 126.º |
|         | Tour de Francia | —    | —    | —    | —    | 115.º | —    | 81.º | —     | —     |
|         | Vuelta a España | —    | —    | —    | —    | —     | —    | —    | 111.º | —     |

—: no participa 
Ab.: abandono